# Западный блок (Канада)
За́падный блок (англ. Western Block Party) — канадская политическая партия, зарегистрированная 30 декабря 2002 года, которая борется за независимость четырёх провинций Канадского Запада: Британской Колумбии, Альберты, Саскачевана и Манитобы.
Ей никогда не удавалось занять хотя бы одно кресло, так как она получает обычно менее 1 % народных голосов. Главой партии является Дуг Кристи. На выборы 2006 года партия выдвигала четырёх кандидатов:
- В округе Эскуаймолт/Хуан-де-Фука — Дуг Кристи
- В округе Саанич — Острова Галф — Патриция О’Брайен
- В округе Виктория — Брюс Бернетт
- В округе Вегревилл/Уэйнрайт — Роберт Крачмер